# Александар Соколов
Александар Сергејевич Соколов (рус. Александр Сергеевич Соколов;  Коломна, 1. март 1982) руски је одбојкаш.

## Каријера
Рођен је 1. марта 1982. године у Коломни. Играо је на позицији либера. У каријери је наступао само за руске клубове Спартак Москва, Јарославич, Факел и Динамо Краснодар.
Са репрезентацијом Русије освојио је злато на Олимпијским играма у Лондону 2012. године, после победе у финалу над Бразилом. Има освојене златне медаље са Светског купа 2011. и Светске лиге исте године.

## Успеси
Русија
- медаље
- злато: Олимпијске игре Лондон 2012.